# Amber Bracken
Amber Bracken est une photographe documentaire et photojournaliste indépendante canadienne née en 1984.    
Elle est désignée « Photographe de l’année 2022 » au World Press Photo.   

## Biographie
Amber Bracken obtient un diplôme en photojournalisme du Southern Alberta Institute of Technology (en) en 2008. Après avoir fait ses débuts comme photographe pour le quotidien Edmonton Sun, elle devient photographe indépendante et réalise des projets au long cours.
Son travail sur l’opposition à l'oléoduc Dakota Access obtient un World Press Photo en 2017.
En novembre 2021, elle est arrêtée alors qu’elle couvre une manifestation en opposition à la construction du gazoduc Coastal GasLink sur un territoire autochtone dans le nord de la Colombie-Britannique pour le média en ligne The Narwhal ,.
Elle se rend en juin 2021 sur le lieu de la découverte de 200 sépultures anonymes sur le site de l’ancien pensionnat pour Autochtones de Kamloops et photographie des robes rouges accrochées sur des croix le long d’une autoroute de Colombie-Britannique en mémoire des enfants décédés. Cette photo est publiée par The New York Times et récompensée par le World Press Photo of the Year en 2022.
Ses photos sont publiées par le National Geographic, The Guardian, The New York Times, The Globe and Mail, BuzzFeed, The Wall Street Journal, Maclean’s, Canadian Geographic.
Membre du collectif de photographes Rogue Collective, Amber Bracken vit et travaille à Edmonton, Alberta.

## Prix et distinctions
Liste non exhaustive
- 2016 : Pictures of the Year International, Issue Reporting Picture Story, 1st[8]
- 2017 : World Press Photo, Contemporary Issues Story, 1st[1]
- 2017 : PDN Photo Annual, The Marty Forscher Fellowship
- 2017 : Lens Culture Exposure Awards, Jurors’ picks
- 2018 : ICP Infinity Award: Documentary and Photojournalism[9]
- 2018 : Anja Niedringhaus Courage in Photojournalism Award, mention honorable[6]
- 2018 : Magenta Foundation Flash Forward Emerging Photographer
- 2022 : World Press Photo of the Year « pour son cliché “Kamploops Residential School”, en hommage aux enfants décédés du pensionnat indien d’assimilation de Kamloop »[10],[4].